# Alberto Fernández (labdarúgó, 1943)
Alberto Fernández Fernández (Candás, 1943. november 19. –) spanyol labdarúgó, középpályás.

## Pályafutása
1962 és 1968 között a Sporting Gijón, 1968–69-ben a Real Valladolid, 1969 és 1979 között az Atlético Madrid labdarúgója volt. Az Atléticóval három spanyol bajnoki címet és két kupagyőzelmet ért el. Tagja volt az 1973–74-es idényben BEK-döntős együttesnek.

## Sikerei, díjai
Atlético Madrid
- Spanyol bajnokság (La Liga)
  - bajnok (3): 1969–70, 1972–73, 1976–77
- Spanyol kupa (Copa del Generalísimo)
  - győztes (2): 1972, 1976
- Bajnokcsapatok Európa-kupája (BEK)
  - döntős: 1973–74
- Interkontinentális kupa
  - győztes: 1974